# Salix humboldtiana
Salix humboldtiana är en videväxtart som beskrevs av Carl Ludwig von Willdenow. Salix humboldtiana ingår i släktet viden, och familjen videväxter. Utöver nominatformen finns också underarten S. h. martiana.

## Bildgalleri

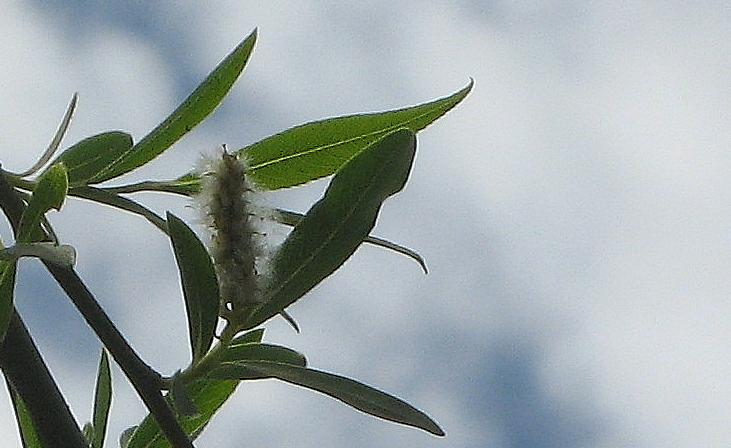
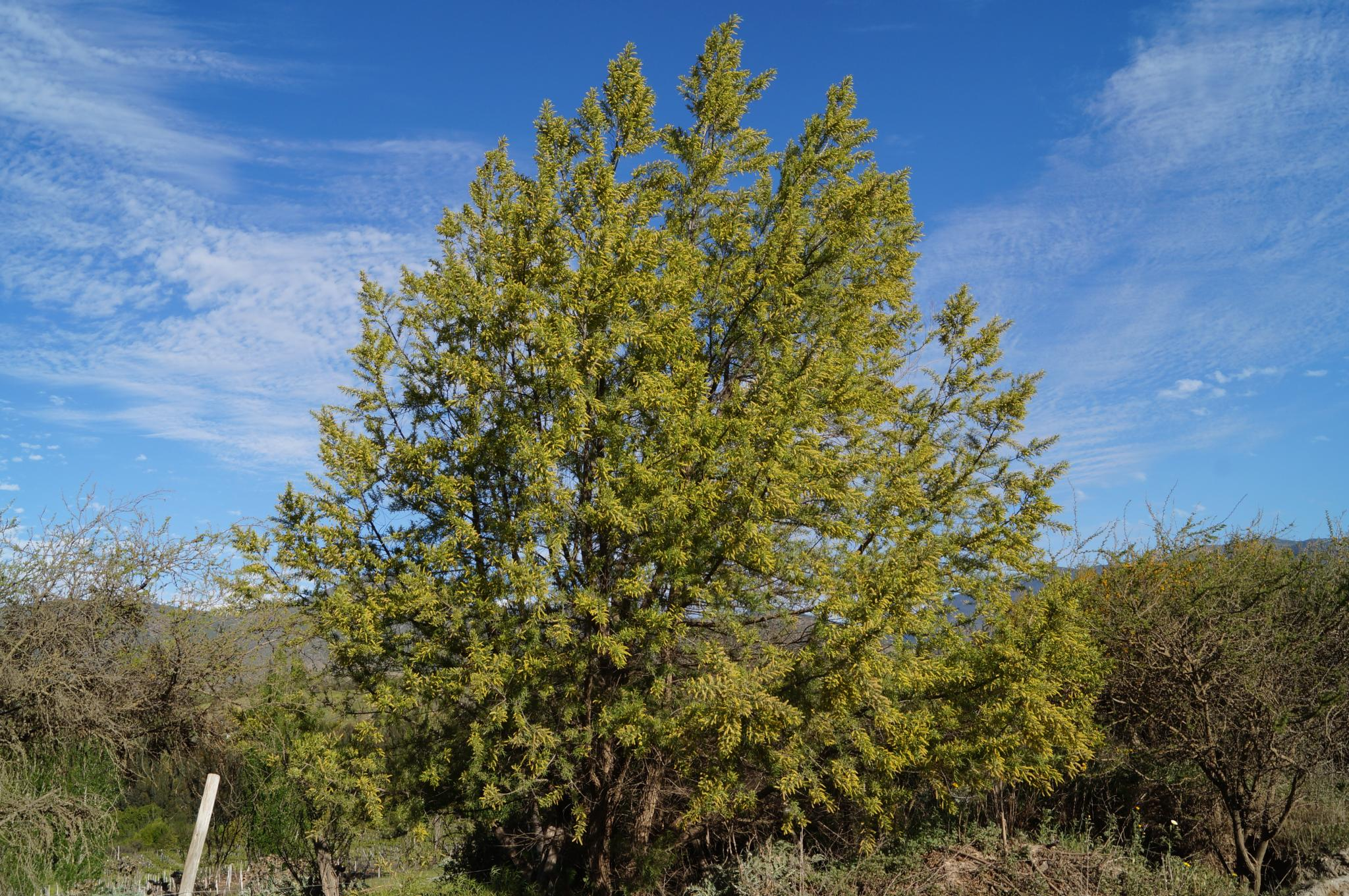
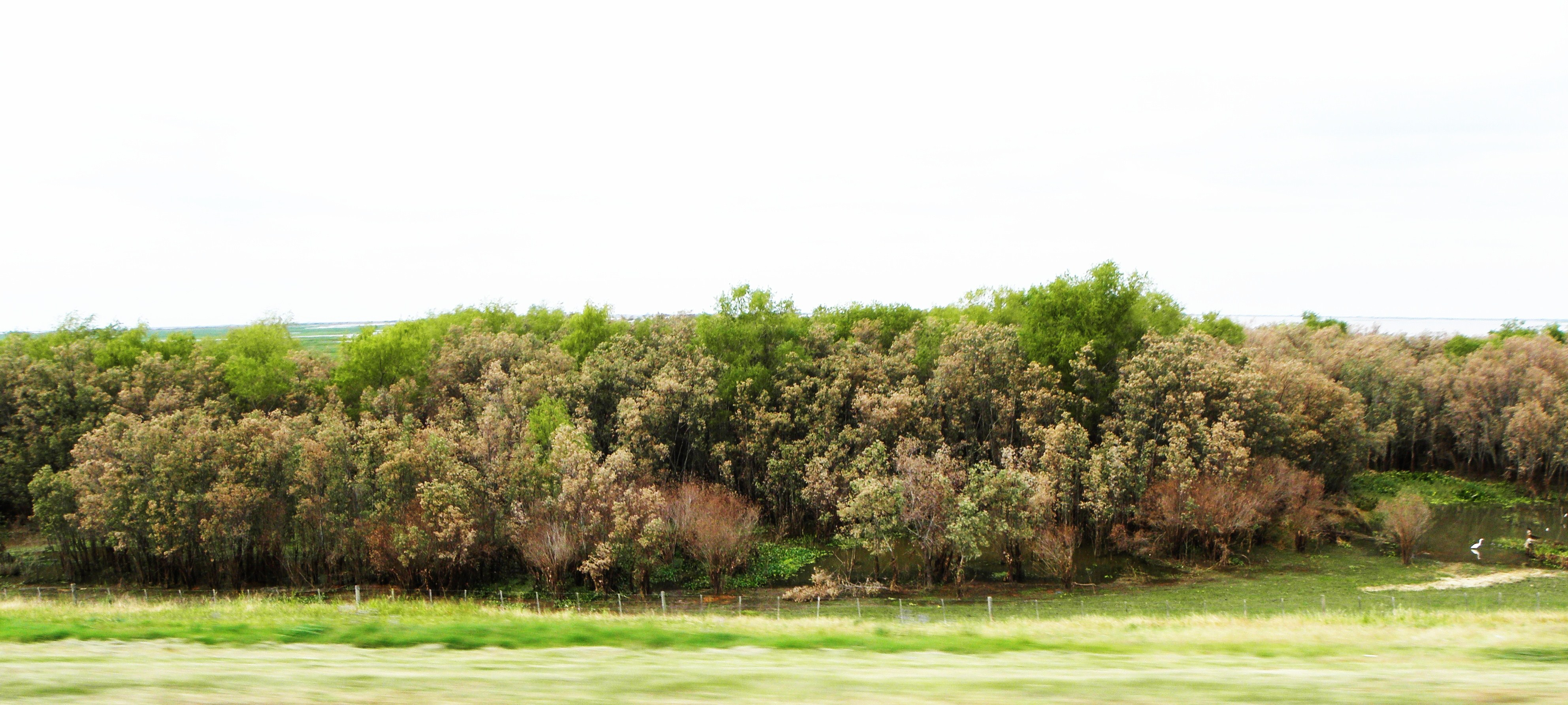